# Hoplistomerus serripes
Hoplistomerus serripes là một loài ruồi trong họ Asilidae. Hoplistomerus serripes được Fabricius miêu tả năm 1805.